# Landau an der Isar

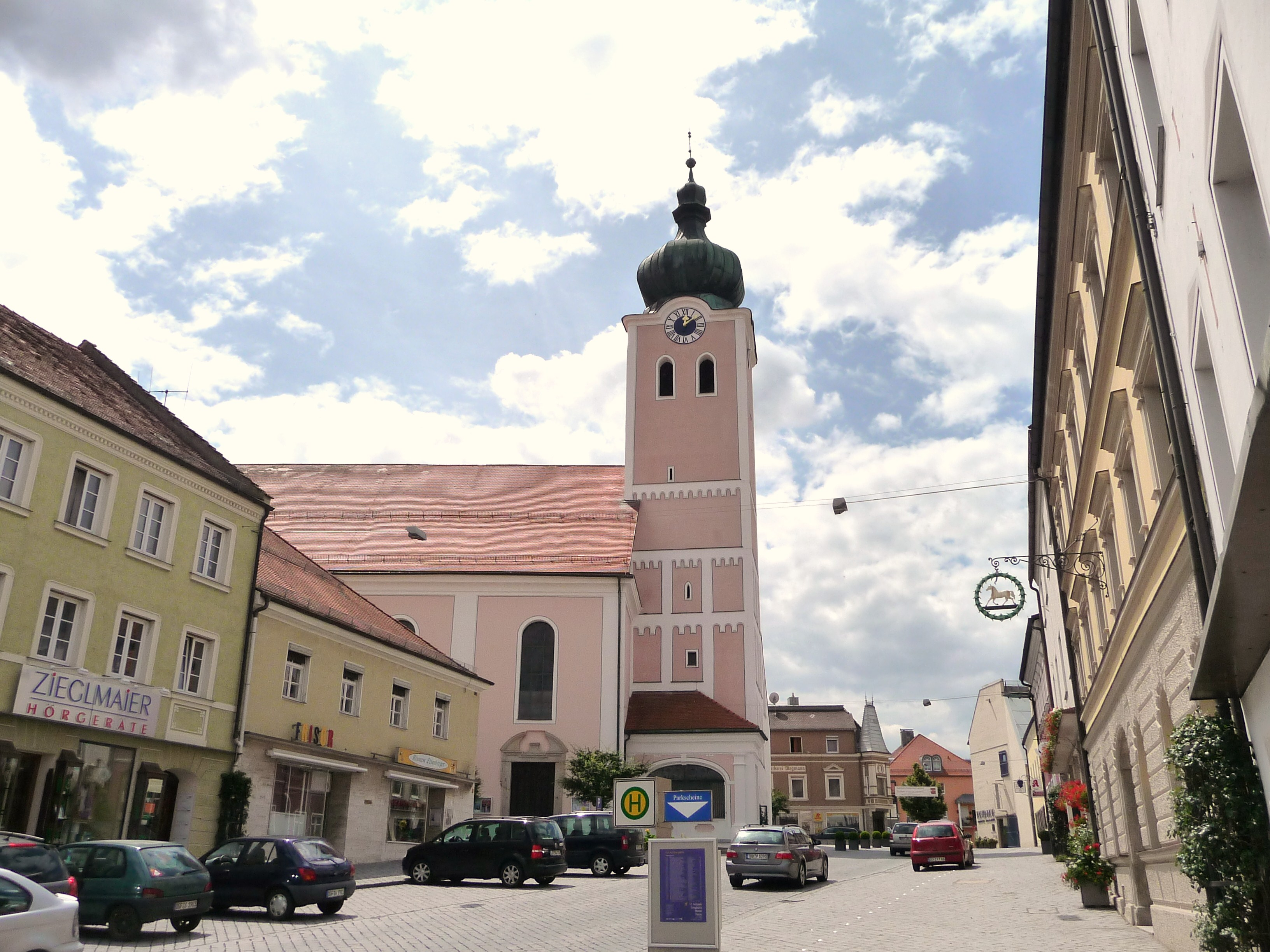
Landau an der Isar

Landau an der Isar este un oraș din Bavaria Inferioară, landul Bavaria, Germania.